# Hemigrammus pulcher
Hemigrammus pulcher es una especie de pez de la familia Characidae en el orden de los Characiformes.

## Morfología
Los machos pueden llegar alcanzar los ,3 cm de longitud total.

## Alimentación
Come gusanos, crustáceos pequeños y  plantas.

## Hábitat
Vive en zonas de clima tropical entre 23 °C-27 °C de temperatura.

## Distribución geográfica
Se encuentran en Sudamérica:  cuenca del río Amazonas.